# Het Stripschap

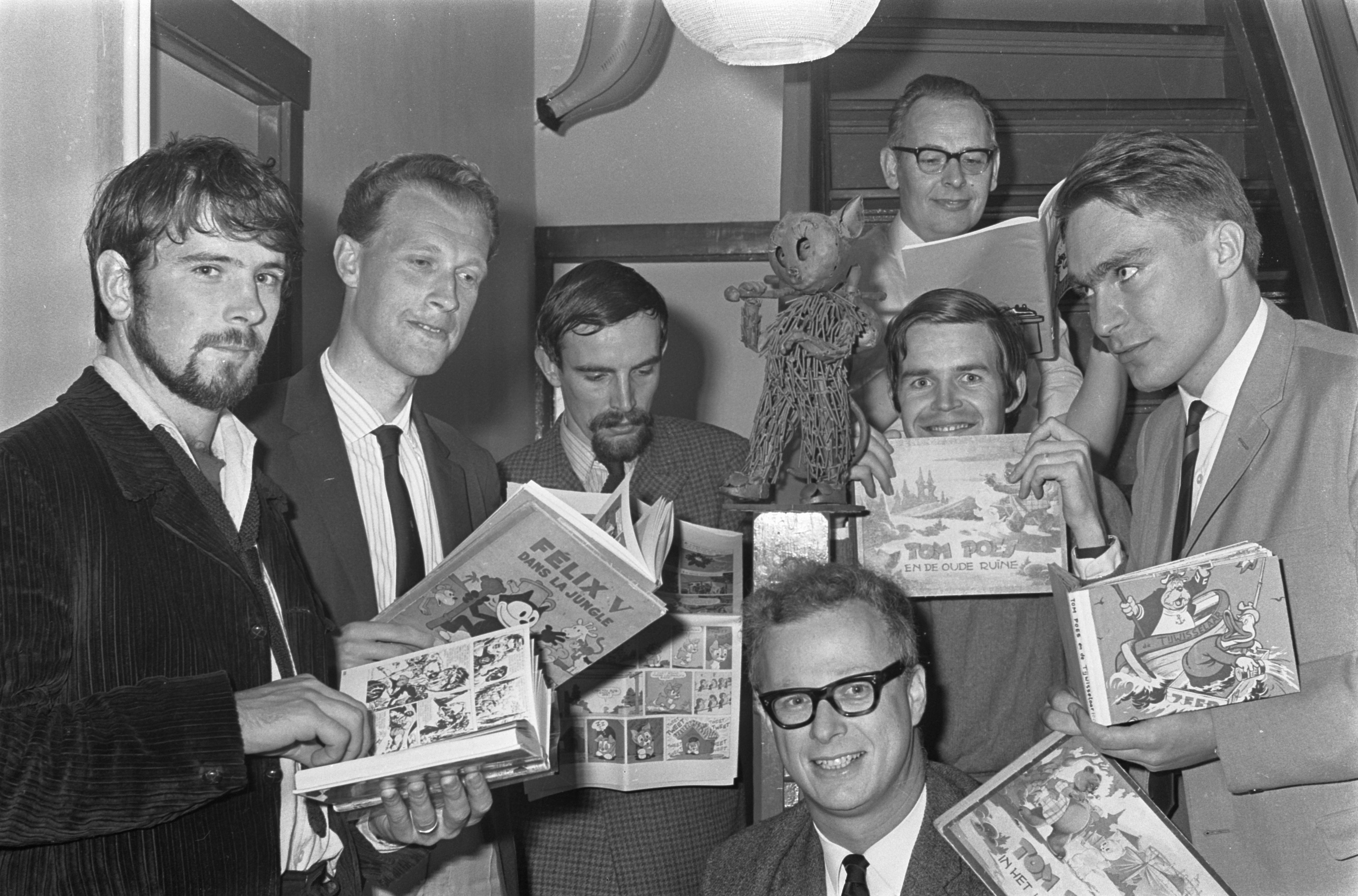
De initiatiefnemers van Het Stripschap (P.H. Frankfurther onderaan in beeld)

Het Stripschap is een Nederlands genootschap van stripliefhebbers dat op 11 oktober 1967 door onder anderen P. Hans Frankfurther werd opgericht met als doel de waardering te bevorderen voor het beeldverhaal in het algemeen en het Nederlandse beeldverhaal in het bijzonder.
In 1997 werd ter gelegenheid van het dertigjarig jubileum van het Stripschap een eenmalige prijs, de Trentenaire, uitgereikt. Thé Tjong Khing kreeg deze prijs voor zijn gehele oeuvre als striptekenaar. Hij werkte ruim twintig jaar voor de Toonder-studio's en maakte onder meer de stripreeksen Iris en Arman & Ilva.
Het Stripschap organiseert sinds 1980 jaarlijks De Stripdagen, het grootste stripfestval van Nederland. Bij deze gelegenheid wordt jaarlijks de Stripschapprijs uitgereikt, de belangrijkste prijs die Nederland kent voor stripmakers. Ook worden tijdens de Stripdagen de Stripschappenningen, jaarprijzen in verschillende categorieën, de Bulletje en Boonestaak Schaal en de P. Hans Frankfurtherprijs uitgereikt.
Het Stripschap is sinds begin 2006 de uitgever van het tijdschrift Stripnieuws. Stichting Uitgeverij Stripstift heeft in 2002 de uitgave van stripinformatieblad Stripschrift overgenomen.

## De Stripschapprijs
De Stripschapprijs is een oeuvreprijs die sinds 1974 jaarlijks wordt toegekend aan een striptekenaar of tekstschrijver die zich buitengewoon verdienstelijk heeft gemaakt voor het beeldverhaal in het algemeen en het Nederlandse beeldverhaal in het bijzonder. De Stripschapprijs wordt toegekend door het bestuur van Het Stripschap op voordracht van een onafhankelijke commissie, die ieder jaar opnieuw wordt samengesteld. De commissieleden hebben ieder op hun eigen manier een raakvlak met de stripwereld. De Stripschapprijs bestaat uit een bronzen plastiek met oorkonde, die tijdens De Stripdagen werd uitgereikt. Sinds 2021 vindt de uitreiking plaats in het Forum in Groningen.

## P. Hans Frankfurtherprijs
De P. Hans Frankfurtherprijs is een stripprijs die uitgereikt wordt aan personen of instanties die bijzonder verdienstelijk zijn geweest voor de strip. De eerste keer dat de prijs werd uitgereikt was in 1981 en werd de Jaarprijs voor Bijzondere Verdiensten genoemd. Na het overlijden van Frankfurther in 1996 (Hij overleed bij een poging zijn zoon te redden van de verdrinkingsdood, beiden kwamen om.), werd de prijs naar hem genoemd.

### Lijst van winnaars van de P. Hans Frankfurtherprijs
- 2024 - Utrechts stripcollectief "de Inktpot" [3]
- 2023 - Marc de Lobie[4]
- 2022 - Marloes Dekkers[5]
- 2021 - Studio Jan van Haasteren: Jan van Haasteren, Rob Derks en Dick Heins
- 2020 - Online naslagwerk Comiclopedia van de stripwinkel Lambiek
- 2019 - Journalist en auteur Ger Apeldoorn[6]
- 2018 - Journalisten en auteurs Rob van Eijck, Willem van Helden en Joost Pollmann[7]
- 2017 - Frits Jonker
- 2016 - Uitgeverij Strip2000
- 2015 - Stripweekblad Tina
- 2014 - Rob van Bavel
- 2013 - Comic House
- 2012 - Strips in Voorraad
- 2011 - Stripschrift
- 2010 - Ger van Wulften
- 2009 - Hanco Kolk, Jean-Marc van Tol en Ronald Plasterk
- 2008 - Pim Oosterheert
- 2007 - Ronald Grossey voor zijn boek over Studio Vandersteen
- 2006 - Strips in stereo
- 2005 - Stripster
- 2004 - Jan Joosse van Biblion
- 2003 - Gerard Roord van Illustrated Classics
- 2002 - Stichting Teken mijn verhaal
- 2001 - Stripper
- 2000 - Karin van Wylick van de Bibliotheek Rotterdam
- 1999 - Kees Kousemaker
- 1998 - Hansje Joustra
- 1997 - Sunnyva van der Vegt en René van Royen voor Asterix en de waarheid

### Lijst van winnaars van de Jaarprijs voor Bijzondere Verdiensten
- 1996 - Het Nederlands Stripmuseum
- 1995 - Zone 5300
- 1994 - Peter Kuipers en Mat Schifferstein van Uitgeverij Sherpa
- 1993 - Wilma Leenders
- 1992 - Franny en Hans Matla
- 1991 - Uitgeverij Big Balloon
- 1990 - Joost Swarte
- 1989 - Ron Abram, hoofdredacteur van het Algemeen Dagblad
- 1988 - Wilbert Plijnaar, Jan van Die en Robert van der Kroft
- 1987 - Martin Lodewijk en Don Lawrence
- 1986 - Hans van den Boom, oprichter van uitgeverij Arboris
- 1985 - PTT Post en Joost Swarte
- 1984 - Wordt Vervolgd
- 1983 - Maarten de Meulder, de redactie van Donald Duck, Betty Sluyzer, Cees Taheij en Fred Marschall voor Stripwerk
- 1982 - Nico Noordermeer
- 1981 - Patty Klein en Annemieke & Har van Fulpen